# Teleférico del puerto
El Teleférico del Puerto  de Barcelona, es un medio de transporte de carácter turístico que comunica el Puerto de Barcelona con la montaña de Montjuïc. Es uno de los teleféricos de la ciudad de Barcelona, construido con motivo de la Exposición Internacional de Barcelona de 1929, obra del ingeniero Carles Buïgas e inaugurado en 1931. 
Cuenta con tres estaciones, la Torre San Sebastián en el barrio de la Barceloneta, la Torre Jaime I junto al World Trade Center en el Muelle de Barcelona, y la estación de Miramar en la montaña de Montjuïc.
Las cabinas son de planta octogonal con puertas laterales, con una capacidad de 24 personas y su peso en vacío es de 1350 kg. Si bien en sus inicios eran de madera pintada de color claro y en su reinauguración fueron forradas de aluminio pulido sin pintar, posteriormente fueron repintadas de un rojo intenso el cuerpo, y de blanco su parte superior. Actualmente están numeradas como I y II.
La distancia entre San Sebastián y Jaime I es de 651 metros, y entre Jaime I y Miramar de 652 metros, siendo la distancia total del recorrido de 1303 metros.
Por su situación, su recorrido resulta ser una atalaya o mirador magnífico sobre el centro de la ciudad de Barcelona, así como sobre el conjunto del puerto y de sus playas.

## Recorrido

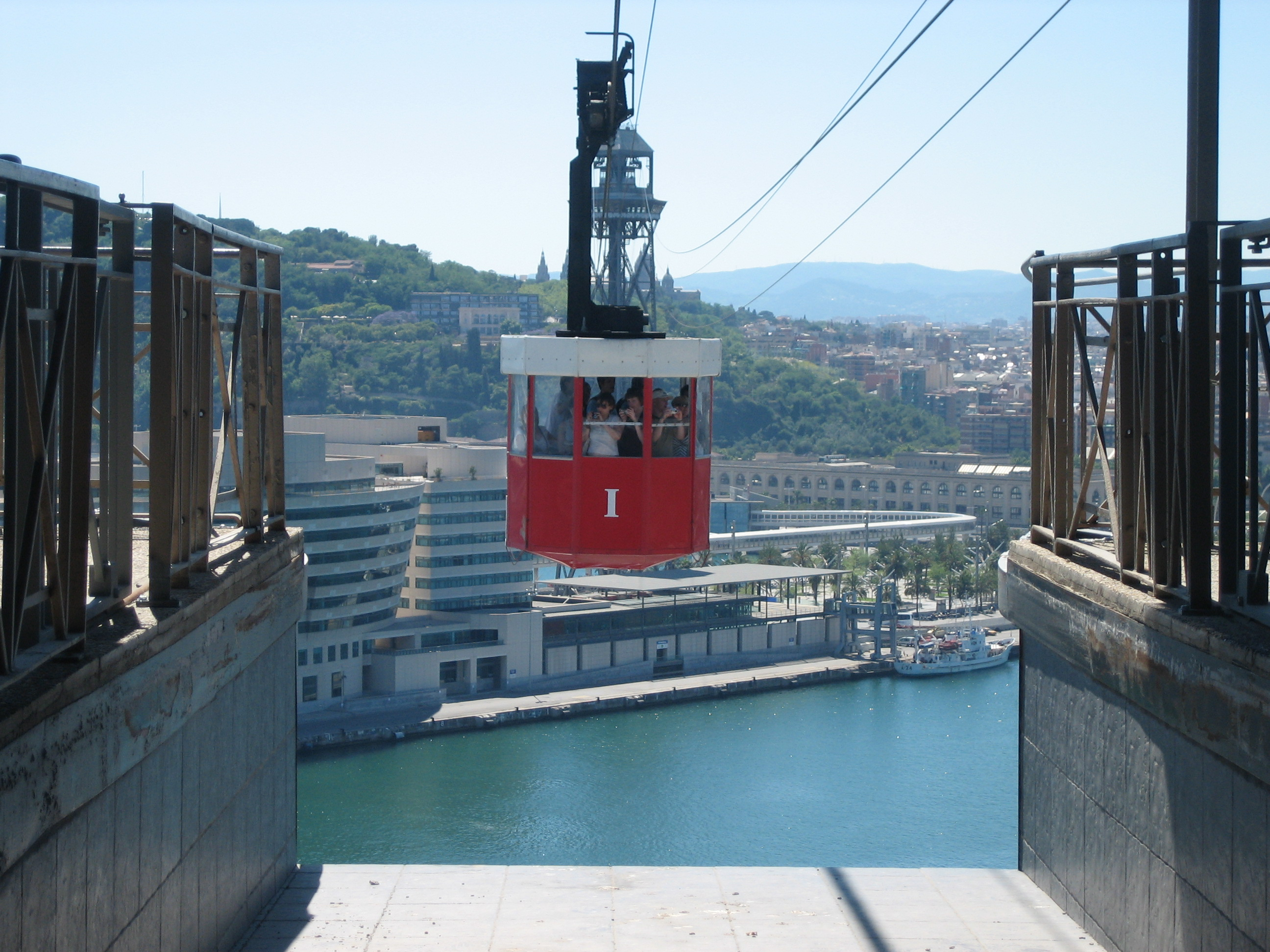
El transbordador aéreo de Barcelona desde la Torre San Sebastián.

| Teleférico del Puerto |  |  |               |
|                       |  |  | Sant Sebastià |
|                       |  |  | Jaume I       |
|                       |  |  | Miramar       |